# Ehemalige Schule (Aßlar)

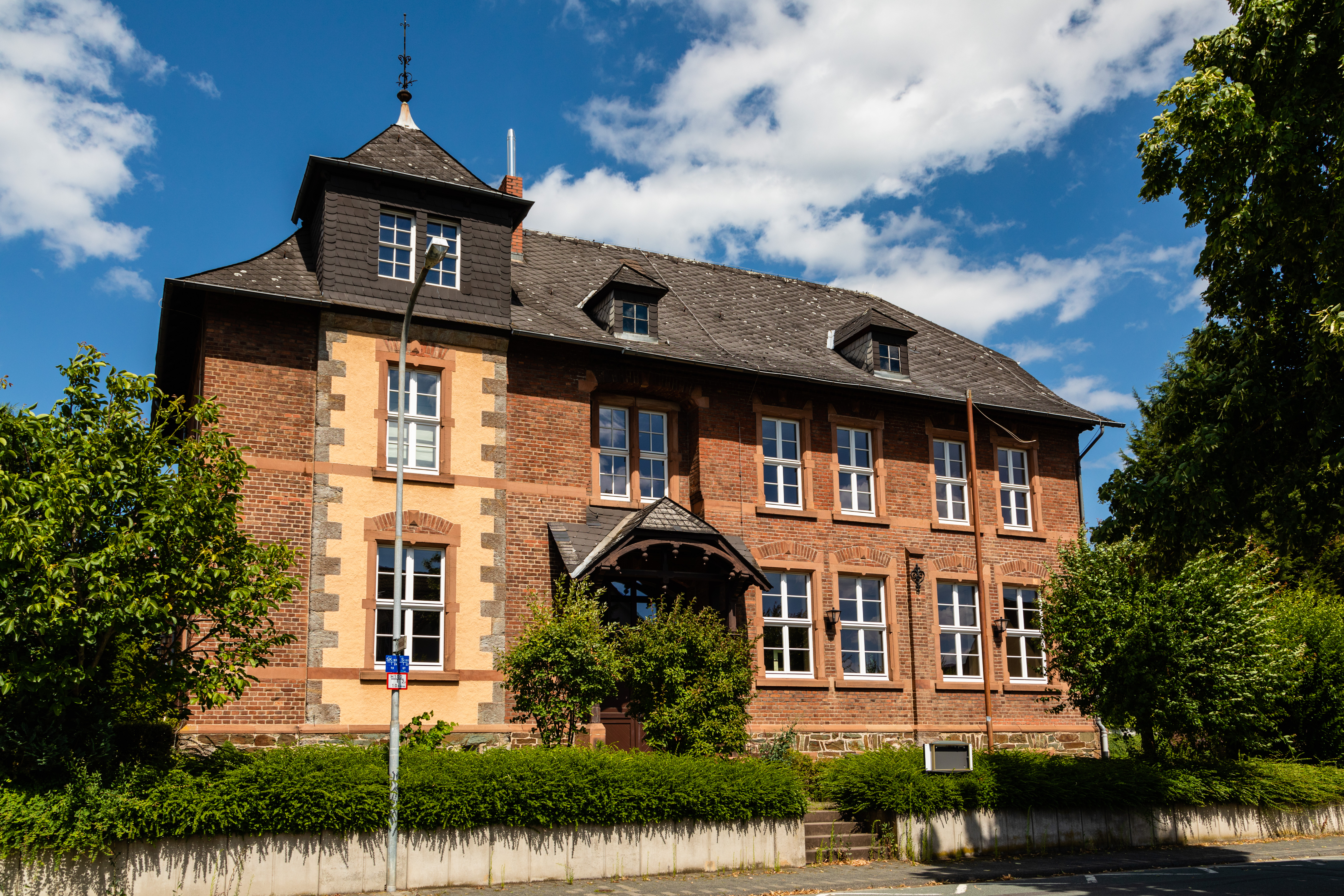
Gebäude der ehemaligen Schule in Aßlar

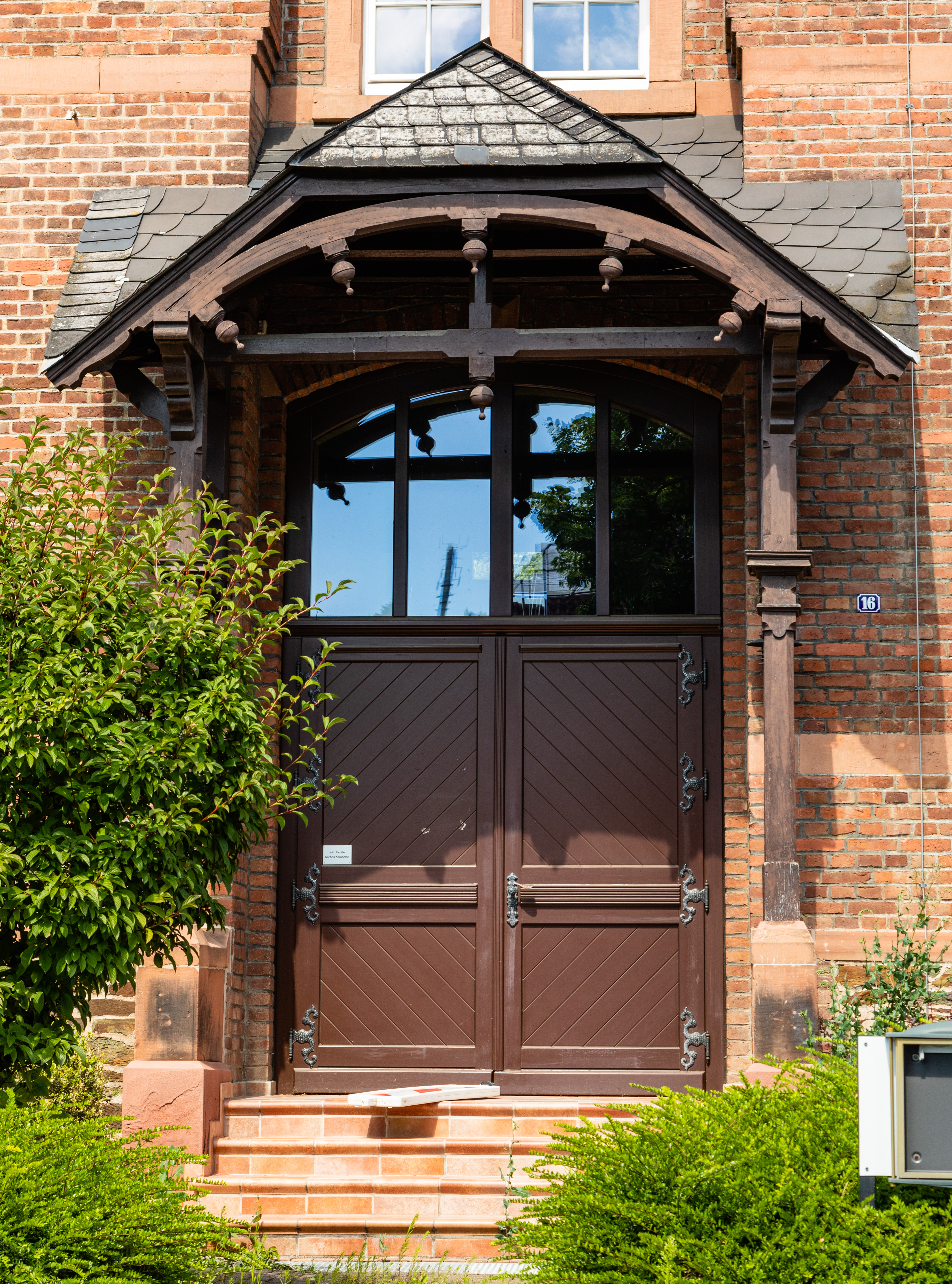
Eingangsportal der ehemaligen Schule in Aßlar

Die Ehemalige Schule in Aßlar ist ein denkmalgeschütztes Bauwerk in der gleichnamigen Stadt im Lahn-Dill-Kreis in Mittelhessen. Sie befindet sich gegenüber der Einmündung der Brühlstraße in die Mittelstraße am westlichen Rand des historischen Ortskerns und am Schnittpunkt zum zweiten Siedlungsbereich Am Zollstock in Aßlar.

## Beschreibung
Das dreigeschossige Gebäude wurde aus einem Sockel aus Bruchsteinen und einem darauf aufsetzendem Ziegelmauerwerk in der Bauzeit von 1896 bis 1897 von den beiden Bauunternehmern Christian Schmidt und Johann Demant errichtet. Das Ziegelmauerwerk und die Fenster wurden durch eine Sandsteingliederung strukturiert. Der Eingangsvorbau aus Holz und das Seitenrisalit mit einem Zwerchhaus betonen die repräsentative Wirkung der Hauptseite der ehemaligen Schule. Das Walmdach und das auf dem Seitenrisalit aufgesetzte Zwerchhaus wurden mit Schieferplatten eingedeckt, bzw. verkleidet. Aufgrund dieser Strukturierung lässt sich schließen, dass die ehemalige Schule nach den Plänen vom damaligen Kreisbaumeister Witte entworfen und gebaut wurde.

### Nutzung
Nach der Einstellung des Schulbetriebes wurde das Gebäude als Jugendzentrum und Postzentrale genutzt. Im Jahr 1999 erwarben die Familie Despina Karapetsa und Stavros Michos das unter Denkmalschutz stehende Gebäude und wandelten die Räume in ein Restaurant um. Die Eröffnung des Restaurants fand im November 2000 statt und es wurde bis zur Schließung im Jahr 2020 betrieben.
Durch die Beendigung des Restaurantbetriebes begann die Stadt Aßlar einen Plan für eine Umnutzung zu entwickeln. Mit der Eröffnung der neuen Kindertagesstätte im September 2023 wurde die Weiterentwicklung des Kulturdenkmals abgeschlossen. Das denkmalgeschützte Gebäude wurde durch den Anbau eines modernen Gebäudes ergänzt und erhielt auf der Dachfläche des Anbaus ein Bürgersonnenkraftwerk das am 21. Mai 2024 an das örtliche Stromnetz angeschlossen wurde.

### Kulturdenkmal
Die ehemalige Schule in der Mittelstraße 16 in Aßlar im Denkmalverzeichnis des Landesamts für Denkmalpflege Hessen als Kulturdenkmal aus geschichtlichen Gründen eingetragen.